# Der Ostasiatische Lloyd

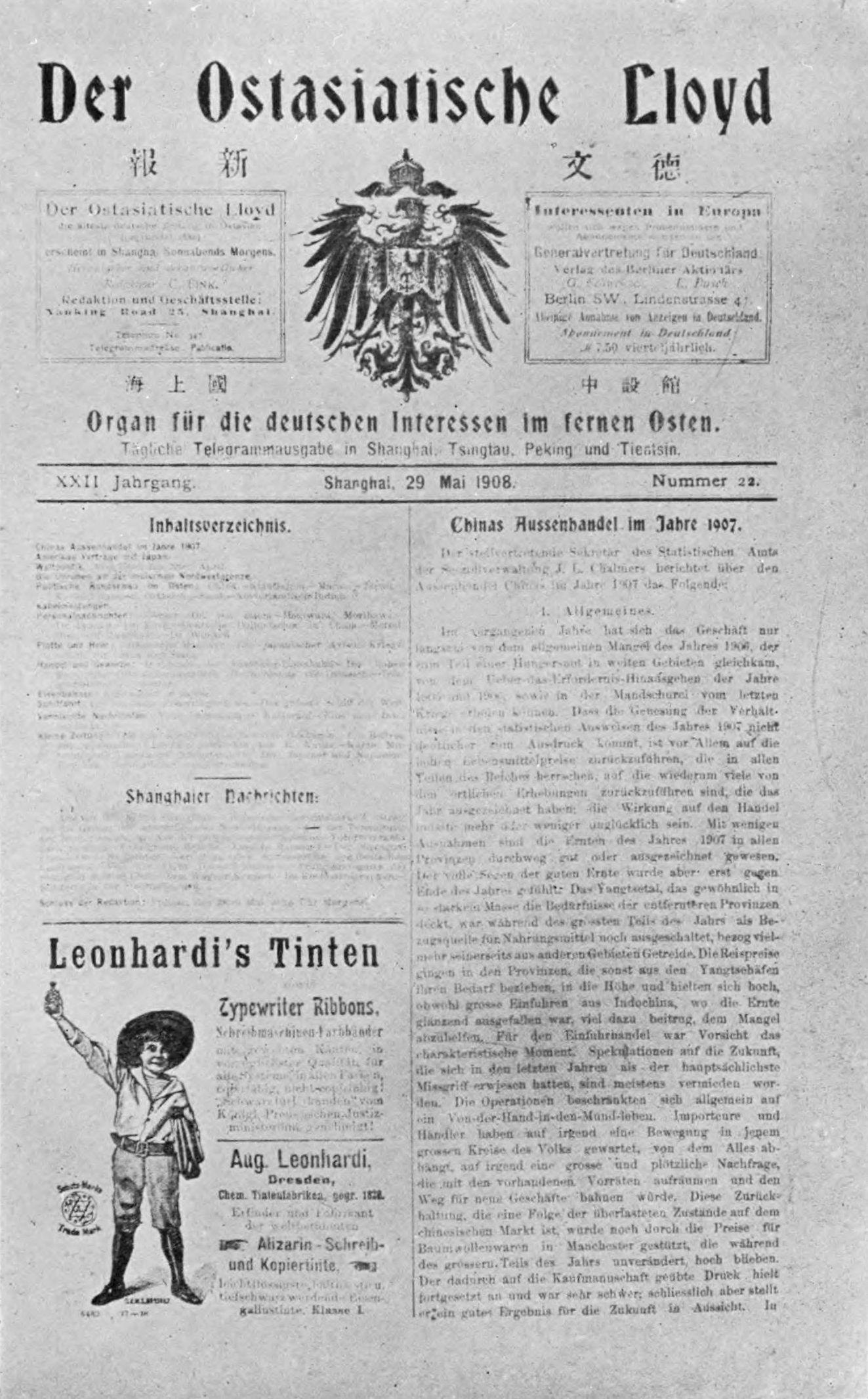
Der Ostasiatische Lloyd, XXII. Jahrgang, Nummer 22, Shanghai, 29. Mai 1908, Titelseite

Der Ostasiatische Lloyd (chinesisch 德文新报) war eine Zeitung in Shanghai von 1886 bis 1917. Er war die bedeutendste deutschsprachige Zeitung im Fernen Osten. Von 1936 bis 1941 gab es außerdem eine Zeitung Ostasiatischer Lloyd.

## Geschichte
Am 1. Oktober 1886 erschien die erste Ausgabe des Ostasiatischen Lloyd in Shanghai durch J. F. Gundlach. Er war die erste deutschsprachige Zeitung in Asien (nach dem kurzlebigen Onnibus in Hongkong von 1866/1867).
Er wurde zunächst täglich herausgegeben, vor allem mit Nachrichten aus der Region, einmal wöchentlich gab es einen Überblick über die wichtigsten Ereignisse in Deutschland.
Der Ostasiatische Lloyd vertrat vor allem die Wirtschafts- und Handelsinteressen der Deutschen in Ostasien. Er wurde auch von englischsprachigen Rezensenten für seine hohe Qualität gelobt.
Seit 1887 wurde er als Wochenzeitung herausgegeben.
Auch in den folgenden Jahrzehnten nahmen Wirtschaftsnachrichten und Anzeigen einen breiten Raum in der Zeitung ein. Daneben gab es vor allem Hintergrundberichte über die Gesellschaft, Kultur und Politik in den Ländern des Fernen Ostens, vor allem China, Japan und Korea. In dieser Zeit war der Sitz der Redaktion in der Kiukiang Road 6.
Die letzte Ausgabe des Ostasiatischen Lloyd erschien am 17. August 1917, wenige Tage nach der Kriegserklärung Chinas an das Deutsche Reich am 14. August 1917. Bald danach wurden die meisten der damals etwa 3000 In China lebenden Deutschen aus dem Land ausgewiesen.

## Persönlichkeiten
Herausgeber
- J. F. Gundlach, 1886 – wahrscheinlich 1887

- Bruno Navarra (1850–1911), um 1887–1900[8]
- Carl Fink , 1900–1917[9] '
- Fritz Secker, 1916, in Vertretung, vorher Chefredakteur der Tsingtauer Neuesten Nachrichten (1905–1914)[10]

Weitere Mitarbeiter und Autoren
- Georg Schweitzer
- Rudolf Zabel
- Karl Fischer, April 1910, kurzzeitig Redakteur

## Weitere deutschsprachige Zeitungen in China
In China erschienen einige weitere deutschsprachige Zeitungen, vor allem in den deutschen Verwaltungsgebieten Kiautschou und Tientsin. Zu den wichtigsten gehörten in den ersten Jahren die Pekinger Deutsche Zeitung (1901) und die Tsingtauer Neueste Nachrichten (1904–1914).

Seit 1932 gab es eine Deutsche Shanghai-Zeitung, die sich 1936 in Ostasiatischer Lloyd umbenannte und bis 1941 bestand.